# História do SBT
A história do Sistema Brasileiro de Televisão (SBT) compreende a formação dessa rede de televisão brasileira desde a sua concepção até a atualidade. A sua criação remete a uma concorrência feita pelo governo federal, que leiloou as concessões das extintas redes Tupi e Excelsior em diversas cidades brasileiras, formando com elas duas redes, na qual o Grupo Silvio Santos venceu a licitação para uma dessas redes. A partir disso, o Sistema Brasileiro de Televisão foi fundado pelo empresário e animador de televisão Silvio Santos no dia 19 de agosto de 1981, quando entrou no ar pelo canal 4 de São Paulo. Logo depois, os canais 5 de Porto Alegre e Belém seriam inaugurados em 26 de agosto e 2 de setembro, respectivamente.

## Antecedentes

### Concessão da TVS

Logotipos da TVS. Boa parte de sua programação visual foi integralmente baseada na WPIX, estação nova-iorquina, na época independente, de filmes e séries. O logotipo de 1979 é o mesmo da WBAL-TV.

Na década de 1970, foi aberta a concorrência dos canais 9 de São Paulo e do Rio de Janeiro, respectivamente das TVs Excelsior e Continental. Silvio Santos se interessou, mas não conseguiu nenhuma. Na mesma época, 50% das ações da TV Record foram colocadas à venda e Silvio Santos as comprou. Ainda em busca de uma concessão própria, Silvio Santos foi capa e reportagem da Veja de maio de 1975, a revista destacou que "nas colunas especializadas em TV de alguns jornais avolumam-se os apelos de artistas e jornalistas para que a nova emissora seja entregue a Sílvio Santos. Ele teria, sobre a grande maioria dos empresários do ramo, uma vantagem que os artistas consideram fundamental: a de pagar em dia e corretamente seus funcionários". Silvio Santos se mostrava otimista em relação a concessão: "A minha televisão será diferente de todas as que existem. Não dependerá de Ibope". Em outubro de 1975, Silvio Santos venceu a concorrência para o Canal 11, do Rio de Janeiro, aberta pelo presidente do Brasil Ernesto Geisel e em 22 de dezembro de 1975, o então Ministro das Comunicações, Euclides Quandt de Oliveira, concedeu o Canal 11 do Rio de Janeiro para Silvio Santos.
Segundo Silvio, na época em que alugava horários em rádios e TVs, conseguiu crescer e que isso "chamou a atenção do público e do governo", até ganhar sua primeira concessão de TV, em 1976, no Rio de Janeiro. Apesar de artistas e jornalistas terem declarado apoio à concessão da TVS para Silvio Santos, não foi todo mundo que achou correta a decisão da concessão dada pelo governo à Silvio Santos. Em entrevista à mesma revista Veja de 11 de agosto de 1976 (página 4), José Bonifácio de Oliveira Sobrinho, o Boni, então superintendente da Rede Globo, afirmou: "Em vez de estimular a programação alternativa das minorias, concedeu-se um canal ao empresário Sílvio Santos, homem que por interesses comerciais que nada têm a ver com televisão corteja ostensivamente as camadas mais populares. Pela luta de Sílvio Santos, fica-se até feliz, mas pela grande luta da televisão brasileira é decepcionante, pois não estamos precisando de mais emissoras dirigidas à massa.". Boni completou: "Nem o Silvio Santos acreditou no seu canal - assinou contrato com a Tupi. Quem vai acreditar?".
A declaração de Boni, "nem o Silvio Santos acreditou no seu canal...", teve uma explicação: quando saiu da Globo, Silvio Santos assinou com a TV Tupi para exibir seu programa dominical em rede nacional. Provavelmente, segundo Boni, o correto seria Silvio transmitir o programa apenas pela TVS.

### Nasce a TVS
Em 14 de maio de 1976, às 21 horas, com programação contínua das 6 da tarde até a meia-noite, entrou no ar o canal Studio Silvio Santos Cinema e Televisão Ltda., ou simplesmente, TVS. O animador investiu 60 milhões de cruzeiros na nova emissora. A TVS do Rio de Janeiro era o embrião de uma futura rede de televisão nacional de Silvio Santos. A emissora nasceu, em grande parte, devido aos esforços de Manuel de Nóbrega, um dos grandes amigos de Silvio Santos, que, mesmo doente, usou todo o seu carisma para ajudar o apresentador. Uma das primeiras atrações da TVS era uma edição do programa de perguntas e respostas Silvio Santos Diferente.
A programação tinha os programas Bacará 76 com Ronald Golias e Um Instante Maestro com Flávio Cavalcanti e o Horóscopo com Zora Yonara, além de flashs jornalísticos, seriados como Hazel, a Empregada Maluca, O Homem da Cadeira de Rodas, Os Recém-Casados e Joe Forrester, desenhos animados e exibia um mesmo filme três sessões seguidas na chamada Sessão Corrida, o que permitiria a Silvio Santos checar os horários que mais atraíam o público. Nessa mesma época, o Programa Silvio Santos entrou no ar com quatorze horas de programação semanal ao vivo. Posteriormente, a partir de 1980, a emissora exibiu atrações como um programa com Carlos Imperial, Bozo e Sessão Premiada. A assessoria de imprensa do Grupo Silvio Santos na época destacou o investimento de US$2,5 milhões da primeira compra de equipamentos e de sua chegada ao Brasil e a então utilização da torre da antiga TV Continental, comprada por Silvio Santos em um leilão da massa falida da emissora. Embora a concessão fosse no Rio de Janeiro, os estúdios da TVS ficavam em São Paulo, na Vila Guilherme, com quatro mil metros quadrados, e outro, um auditório batizado de Teatro Manuel de Nóbrega, no bairro da Pompéia. Em 1978, um incêndio atingiu o estúdio na Pompéia, tendo o prejuízo sido calculado em Cr$ 25 milhões. Em 1979, através do Decreto 83.094/79, o presidente da República João Batista Figueiredo outorgou ao Grupo Sílvio Santos a concessão para a instalação e exploração comercial do Canal 3 de Televisão de Nova Friburgo, Rio de Janeiro, hoje conhecido como SBT Interior RJ.
Em relação a audiência, a TVS ocupava o segundo lugar no Rio de Janeiro em 1979 e em determinados horários estava superando até a TV Globo. Em São Paulo, a TV Record, também de Silvio Santos com Paulo Machado de Carvalho estava em segundo lugar há mais de seis meses. A Record e a TVS produziam, semanalmente, 76 horas de programas brasileiros, contra 74 horas da TV Globo e 52 horas da Rede Bandeirantes.
Em 1980, numa entrevista, Silvio Santos respondeu as então críticas que o acusavam de ser o "rei dos programas enlatados" devido ao conteúdo de programas de fora do país transmitidos pela TVS, respondendo: "Dizem que eu só uso enlatados, mas ninguém ainda se deu ao trabalho de pegar a minha programação semanal e a das outras emissoras de televisão, para um confronto na ponta do lápis. E isso o Governo fez. Quando apresentei a licitação e entrei na concorrência, demonstrei ao Governo que em meu estúdio de produção, situado na Via Anhanguera (com mais de 30 mil metros quadrados de área construída), mais meu estúdio de gravação no Carandiru, mais minha equipe da Record, e mais meu estúdio do Rio, estava fazendo 76 horas de produção ao vivo, semanais, contra 72 da Globo (na época), que agora está fazendo menos, e contra 56 da Bandeirantes. Então esse negócio de dizer "que o Sílvio só faz enlatado, ou melhor, só apresenta enlatado" é porque ninguém ainda se deu ao trabalho de começar a contar".

### Concessões do SBT
Em 14 de julho de 1980, o governo brasileiro da ditadura militar cassou, por corrupção financeira e dívidas com a previdência social, a concessão de todos os canais da Rede Tupi, pertencente aos Diários Associados. Em 18 de julho, os transmissores da TV Tupi São Paulo, foram lacrados, decretando o fim da emissora. Em 23 de julho, o governo federal anunciou a abertura da concorrência para duas novas redes de televisão que surgiram das sete concessões da Tupi e duas da Rede Excelsior, extinta em 1970. Em 9 de novembro de 1980, numa matéria paga no Jornal do Brasil, o Grupo Silvio Santos esclareceu a razão de pleitear uma das redes em licitação entre os nove que disputam uma das duas redes colocadas em licitação pelo Governo Federal, através do Ministério das Comunicações, junto com o Grupo Paulo Machado de Carvalho, com quem dividia as ações da TV Record, uma vez que os Grupos "já têm estações de TV no Rio e São Paulo". A matéria disse que o Grupo Silvio Santos na época tinha apenas uma estação no Rio de Janeiro, a TVS, Canal 11, e 50% da TV Record - Canal 7, de São Paulo, associado ao Grupo Paulo Machado de Carvalho, e que o Grupo Silvio Santos estava "construindo no km 16 da Via Anhanguera, o maior Centro de Produções da América Latina, numa área própria de 250 mil metros quadrados, tendo reservado para um complexo de vários prédios entre estúdios, central técnica, auditório, etc. - cerca de 30 mil metros quadrados. Custo programado para o investimento em 24 meses: $ 1.00 ou $2.00 por ano".
A nota prosseguiu citando o interesse dos dois grupos em expandir sua rede, "Implantando e expandindo a sua cobertura no segundo mercado publicitário do país (o interior do Estado de São Paulo), levando a imagem da Record, obra em pleno desenvolvimento, Silvio Santos e Paulo Machado de Carvalho estão investindo Cr$ 400.000.000,00 ou 6,6 milhões de dólares". Na época, ao instalar em tempo recorde de 90 dias a TVS, a emissora consolidou o segundo lugar no mercado há mais de um ano, enquanto em São Paulo a associação dos grupos contribuiu para o erguimento da TV Record, depois de anos de dificuldades com suas finanças, que passou a ser a segunda colocada em São Paulo, e da Rádio Record. A AM passou a liderança no mercado paulista e a FM Record estava na 8.ª colocada. O Programa Silvio Santos transmitido por convênios e contratos em 18 Estados, era "líder absoluto em audiência em todas as praças, onde é transmitido. Domingo é o único dia da semana, há anos, em que a emissora líder não pode, com honestidade, se anunciar como "campeã de audiência". Só Silvio Santos - há anos - logra esta façanha. Serão estas as únicas credenciais do Grupo? Não. Vamos adiante".
Meses antes, Silvio Santos explicou o crescimento dos grupos, "Milagre não é, posso garantir ... Nós atribuímos esses índices de audiência ao perfeito entrosamento entre o Grupo Silvio Santos e o Grupo Paulo Machado de Carvalho. Nosso pessoal, o pessoal do TVS, entende de televisão. O pessoal do Machado de Carvalho entende de televisão. Então, somamos nossas experiências, trocamos ideias, levamos as questões para a mesa dos debates e, nesse clima de total entrosamento, resolvemos tudo a respeito do programação, administração e planejamento comercial. E esse espírito de equipe que nos levou a essas invejáveis posições de audiência, em tão pouco tempo".
Participaram da concorrência pelas concessões os grupos Abril, Silvio Santos, Bloch, Capital, Visão, Sistema Brasileiro de Comunicação, Jornal do Brasil, Rede Rondon de Comunicação Ltda. e Rede Piratininga. A decisão final dos escolhidos era esperada para no máximo dezembro de 1980, mas ela só veio em 19 de março de 1981, em coletiva realizada pelo Ministro das Comunicações, Haroldo Corrêa de Mattos. Foram anunciados vencedores o Sistema Brasileiro de Televisão, encabeçado por Silvio Santos e Paulo Machado de Carvalho, no edital 35/80 e a Rede Manchete de Adolpho Bloch, no edital 34/80. O Grupo Bloch decidiu adiar o lançamento da futura emissora para poder preparar o projeto da nova rede. Em 19 de agosto de 1981, em Brasília, Silvio Santos e Adolpho Bloch assinaram os contratos definitivos das concessões, com a presença de quatro ministros do governo Figueiredo: o das Comunicações, Haroldo Corrêa de Mattos; do Trabalho, Murilo Macedo; da Previdência, Jair Soares; e da Fazenda, Ernane Galvêas. Silvio Santos contou que passou no "teste" do governo militar e que, em 1981, o então presidente João Batista Figueiredo "achou" que ele "teria condições pessoais e profissionais para assumir o controle de uma rede".
Silvio Santos ficou com as concessões extintas da Tupi de São Paulo, cabeça de rede, canal 4, Rio de Janeiro com o canal 9 da TV Continental, Porto Alegre com o canal 5 da TV Piratini e Belém no canal 2 da TV Marajoara, este último que durante a implantação foi transferida para o canal 5. Além das emissoras da Tupi, o SBT contava com dezoito afiliadas independentes. A Central de Produções havia sido instalada nos antigos estúdios da Rede Excelsior, localizados em uma área de 11.000m² na Vila Guilherme, enquanto a fábrica de cenários foi instalada na Rua dos Camarés no bairro do Carandiru. A emissora possuía ainda o Teatro Silvio Santos (antigo Cine Sol) na Avenida General Ataliba Leonel, onde era gravado o Programa Silvio Santos desde 1979, os antigos estúdios da Tupi no Sumaré, onde inicialmente eram produzidas as novelas, e um prédio de 4 andares na Anhanguera onde se instalavam a diretoria e a parte administrativa. A nova rede nasceu com um investimento total de 10 milhões de dólares (cerca de Cr$ 1 bilhão) e 2 mil empregados. Antes mesmo da concessão, o SBT absorveu 163 ex-funcionários da Rede Tupi, no Rio de Janeiro e em São Paulo, sendo que a folha de pagamento destes empregados chega a Cr$ 5.800.000,00 por mês. No total, quase 2.500 pessoas já formavam o quadro fixo de funcionários do SBT.

## Inauguração do SBT
A primeira transmissão oficial do SBT foi no dia 19 de agosto de 1981, às 9h30, exibindo ao vivo a cerimônia de assinatura do contrato de concessão direto de Brasília. No auditório do Ministério das Comunicações, estava uma equipe de repórteres composta por Humberto Mesquita, Magdalena Bonfiglioli, Almir Guimarães e Zildete Montiel, sob o comando de Arlindo Silva como diretor do departamento. Silvio Santos fez um discurso de abertura direto do Salão Nobre do Ministério das Comunicações, Homero Salles foi o responsável pela direção da transmissão e admitiu que, à época, o SBT teve exibição “clandestina” durante cerca de 15 minutos, tempo exato que antecedeu ao ato de assinatura pelo dono do SBT, e às 12h30, foi exibido o almoço de confraternização entre Adolpho Bloch e Silvio Santos. Logo em seguida, começava O Povo na TV, das 14 às 18h30, gravada no Teatro Sílvio Santos cuja versão carioca chegou a incomodar a Rede Globo durante algum tempo, chegando à liderança no IBOPE na cidade. No programa, foram anunciados, ao vivo, os apresentadores de sua versão paulista. Os apresentadores Wilton Franco, Wagner Montes, Christina Rocha, José Cunha, Ana Davis e Sérgio Malandro, retornariam ao Rio para desempenhar suas funções em um curto prazo. Depois do término de O Povo na TV, o SBT transmitiu desenhos animados e seriados até 21h, quando foi exibido o musical Vamos Nessa, apresentado pelo cantor Dudu França. Às 22h, a Sessão das Dez e, à meia-noite, o jornalista Ferreira Neto comandou um programa de variedades, encerrando a programação do primeiro dia de transmissões do novo canal. Para comemorar tudo isto, Silvio Santos ofereceu um coquetel,na casa de espetáculos Oba-Oba, de Oswaldo Sargentelli, que seria também o apresentador de um dos programas do grupo, a Maravilhosa Música Brasileira,que era exibido às 22h30m, às quartas-feiras, na TVS do Rio de Janeiro.

## 1981 a 1989
Durante os primeiros anos,a programação do SBT apresentava as mesmas atrações da TVS, com pequenas alterações, preenchendo as 12 horas de programação obrigatória com filmes, desenhos animados como Pica-Pau, Popeye. Todos foram transmitidos no Show do Bozo. O programa é notado por ser um dos primeiros programas interativos da televisão brasileira. Em 16 de novembro, estreava Show sem Limite com J. Silvestre,dois dias mais tarde estreava o telejornal Noticentro, que representava os 5% exigidos pela lei, e com o know-how da TVS, o Programa Silvio Santos que ocupava 10 horas da grade de domingo. Ainda em 1981, estreava Alegria 81, primeiro programa humorístico do SBT, juntamente com outro programa, o Reapertura, uma sátira à "abertura política" pela qual a política brasileira estava passando. No início da emissora, nasceu o viés popular da emissora com programas como Moacyr Franco Show, O Homem do Sapato Branco, O Povo na TV e Almoço com as Estrelas. O SBT alcançou rapidamente uma posição de destaque em audiência, chegando a uma participação de 24% no seu primeiro ano de operação. A rede dirigia sua programação para classes sociais definidas como B2, C e D1, que representavam na época 61% da população. Em 1982, o SBT tinha 22 emissoras afiliadas e 2.500 funcionários. A estratégia teve êxito e o SBT passou rapidamente à condição de vice-líder do mercado, aumentando sua participação em audiência para 30% no segundo ano de operação. Porém, a estratégia popular da emissora só obteve resultado na audiência, enquanto o faturamento era baixo. A Rede Globo continuava líder, mas diminuiu sua participação em audiência de 60% para 45%. A Rede Bandeirantes ficava entre 7% e 8%. O SBT não passou de uma fatia de 5% do faturamento publicitário da televisão brasileira. Nesses dois anos de existência, a audiência cresceu 25% e agregou 21 emissoras à sua rede.
A guerra contra a Globo começou em 1985. Silvio Santos em seu programa, simplesmente avisava aos telespectadores: “Logo depois da novela da Globo, vocês poderão assistir a um filme sensacional: Pássaros Feridos. Não precisa deixar de assistir à novela. Vejam a novela e depois vejam o filme”. Em resposta, a Globo esticou o Jornal Nacional e a novela das oito, Roque Santeiro, e o SBT exibia desenhos animados, esperando o encerramento da novela, e parava os desenhos animados pela metade para exibir Pássaros Feridos que havia sido dividido em cinco episódios. O resultado foi satisfatório em São Paulo, 47% de audiência para o SBT, contra 27% da Globo. O SBT exibiu o filme em outras ocasiões, como em sua última exibição em 2006, que foi um fiasco.
A segunda fase do SBT entre 1983 e 1987 passou a apresentar programas populares, mas já buscando uma qualidade que ajudasse no comercial. Em 1983, J. Silvestre se desentendeu com o SBT e deixou a emissora. No dia 13 de abril de 1983, foi anunciado a ida de Sérgio Chapelin para o SBT, onde comandaria o Show sem Limite, que iria bater de frente com o Programa J. Silvestre, que tinha ido para a Bandeirantes. Na estreia de Chapelin, Show sem Limite venceu a Globo, que exibia Viva o Gordo e o seriado Casal 20. A Globo passou a boicotar comerciais de Chapelin,assim ele retornou a emissora no primeiro semestre do ano posterior, e Murilo Nery assumiu o Show sem Limite.
 Em 23 de outubro de 1987, Silvio Santos interrompeu ao vivo o Noticentro para anunciar a contratação de Jô Soares, que ao ir para o SBT também passou a ser vetado na Globo. O humorista criticou Boni no Troféu Imprensa por essa razão. Entre 1988 e 1989, o SBT ainda tentou, sem êxito, a contratação dos então globais Xuxa, Renato Aragão e João Kléber. Em 1989, Chico Anysio chegou a acertar a sua ida para o SBT, mas pouco tempo depois, a emissora carioca cobriu a proposta e Anysio permaneceu na Globo.
Os ataques à concorrência não se restringiram apenas a Globo; a Bandeirantes foi desfalcada pelo SBT com as contratações de Flávio Cavalcanti em 1983 e três anos mais tarde a de Hebe Camargo. Silvio conseguiu tirar da Globo,A Praça É Nossa em 1987, e tentou contratar, sem êxito, Nair Bello e Ronald Golias da Bandeirantes e Angélica da Manchete em 1988. e contratando Luís Carlos Miele da Manchete em 1989. Ainda em 1988, o então editor-chefe do jornal Folha de S.Paulo, Boris Casoy, estreou apresentando o TJ Brasil, trazendo o conceito de âncora. A emissora francesa TF1 fechou um acordo com o SBT para a transmissão diária de três minutos de imagens geradas pela emissora no noticiário de Boris Casoy.
Em 17 de agosto de 1988, numa quarta-feira, o SBT havia anunciado durante um mês a estreia do Cinema em Casa com a exibição de Rambo - Programado Para Matar às 21h20, mas a Rede Globo anunciou a exibição do filme Rambo II - A Missão no mesmo horário, na sessão Cinema Especial. Ao saber da tal manobra, a emissora de Silvio Santos foi categórica em cancelar a apresentação do longa, porém "voltou atrás" como estratégia (porque o telespectador do SBT sabia que a programação poderia sofrer alterações de última hora), mas quando filme começou na Globo, inseriu o slide sobre o adiamento do filme: "Assista hoje o filme do Rambo na Globo. Mas no dia 26 assista Rambo aqui no SBT". Rambo II rendeu índice de 61 pontos de audiência à Rede Globo.
Nove dias depois, o SBT pôde enfim exibir Rambo, só que a Globo foi forçada em exibir um capítulo duplo da novela Vale Tudo, cuja estratégia já era esperada pela direção da emissora paulistana (adepta àquele manjado esquema do seu "Patrão": o filme só vai começar quando a novela da Globo terminar). Então, foi posta em prática a chamada "tática de guerrilha": resolveu rebocar o buraco na programação com um slide da foto do personagem com trilha-sonora instrumental do filme e os seguintes dizeres "Não se preocupe, quando terminar a novela da Globo você vai ver Rambo".Com um buraco na programação,a emissora congelou a imagem e nem transmitiu os seus tradicionais "tapa-buracos"(a série Chaves e desenhos animados). Finalmente às 22h20, após 50 longos minutos, Rambo entrava no ar e o resultado final disso tudo foi a vitória do SBT, obtendo a média de 44 pontos de audiência.
Em 1988, a Globo contratou Gugu Liberato, que comandava o Viva a Noite, mas Silvio Santos, que apresentava problemas na voz,conseguiu convencer Roberto Marinho a rescindir o contrato. A multa da quebra de contrato não foi paga até 1989,quando a Globo usou seu departamento jurídico tomar as providências necessárias. O número de afiliadas do SBT em 1988 passou de 33 para 44 e continuou a aumentar nos anos seguintes. Terminando a década de 1980 como a segunda maior rede de televisão do Brasil, exceto em alguns estados como o Rio de Janeiro,em que a emissora disputava ponto a ponto no IBOPE com a Rede Manchete pelo segundo lugar. Animado com os resultados, a W/Brasil lançou para o SBT os slogans "Liderança absoluta do segundo lugar", "Líder absoluto da vice-liderança" e "Quem procura, acha aqui".
A receita publicitária cresceu em 15% com o investimento no público A e B. Em 1989, contratou Walter Avancini para elaborar seu departamento de teledramaturgia, estreando Brasileiras e Brasileiros, que foi um retumbante fracasso. A emissora ainda pretendia continuar a teledramaturgia e contratou Roberto Farias para a direção da nova novela da emissora, ainda sem título escolhido. Para o elenco, Roberto convidou o irmão Reginaldo Faria, além dos atores Eva Wilma, Carlos Zara, Inês Galvão e Flávio Galvão (todos tinham contratos ainda vigentes na Globo), mas apenas Flávio aceitou. Pouco tempo depois, o SBT demitiu cerca de 300 pessoas do núcleo de novelas da emissora e desmontou o departamento devido a sua baixa audiência, e o núcleo de novelas foi encerrado.

## Década de 1990

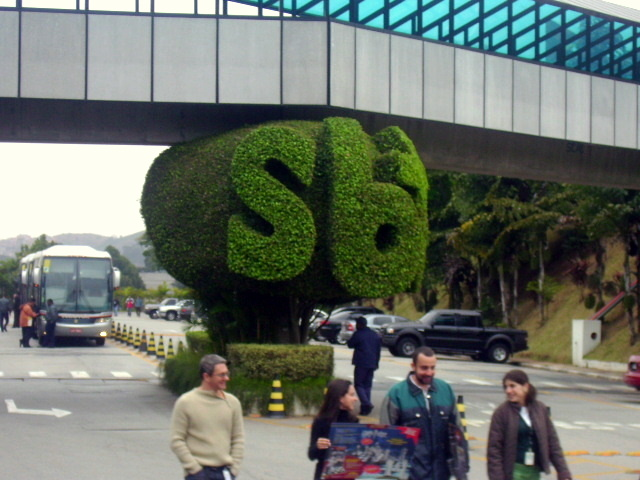
CDT da Anhanguera, localizado em Osasco

Na entrada dos anos de 1990, o SBT tinha 21% de participação em audiência e um faturamento anual de quase 140 milhões de dólares, ainda assim, em 1991,a emissora ainda operava no prejuízo e foi uma das principais empresas afetadas pelo Plano Collor. Em 1991, Silvio Santos recebeu uma proposta de venda da emissora por US$150 milhões. Silvio Santos foi questionado por um dos diretores se queria vender a emissora, respondendo "Não quero vender. E não recebo ninguém que queira conversar sobre a venda por menos de US$ 300 milhões". Para reverter a crise, a emissora passou a oferecer opções de compras de espaço publicitário aos anunciantes, contratou profissionais de marketing e vendas, investiu em pesquisas e criou a Liderança Capitalização, cujo principal produto é o título de capitalização conhecido como Tele Sena. A programação qualitativa fez o SBT ter uma perda líquida de 22% de share, mas teve um aumento de 15% nas verbas publicitárias. A nova grade em comemoração aos 10 anos do SBT trazia Serginho Groisman com o Programa Livre, Vovó Mafalda substituía Bozo com o programa Dó Ré Mi, Festolândia com a ainda desconhecida Eliana, Hebe Camargo com Elas por Elas, Musidisc com Virgínia Novick, o jornalista popularesco Aqui Agora, Jornal do SBT com Lilian Witte Fibe, Grande Pai com Flávio Galvão, Sônia Lima, Débora Duarte e sua filha Paloma Duarte, Cláudia Mello, Patrícia Lucchesi e o clássico Topa Tudo Por Dinheiro com Silvio Santos.
Em julho de 1990, o SBT foi premiado com os programas Passa ou Repassa e Corrida Maluca no Grande Prêmio Mundial de Televisão, conferido pela rede japonesa NTV em comemoração aos 40 anos da primeira transmissão de TV. O prêmio foi disputado por 15 emissoras de nove países. A telenovela mexicana Carrossel estreou em 20 de maio de 1991 se tornando um sucesso imediato,chegando a registar médias de 16 pontos no IBOPE na cidade de São Paulo. 20 pontos,no IBOPE Em 25 de junho de 1991,a novela chegou aos 26 pontos no IBOPE e conquistou a vice-liderança. Com 25% de share, Carrusel chegou a ter 27 pontos de audiência, chegando a ficar poucos pontos atrás de O Dono do Mundo no mês de julho. Além de Carrusel, a também mexicana Simplemente María, estrelada por Victoria Ruffo,registrava médias de 20 pontos, a maior audiência do SBT fora da programação de domingo. Embora tivesse audiência, as novelas mexicanas não eram bem vistas. Para tanto, a agência de publicidade W/Brasil, que havia criado os novos slogans do SBT, fez um texto que foi veiculado nos principais jornais do país, citando a novela global De Corpo e Alma, "Diogo amava Betina que doou o coração para Paloma que vai entregar seu coração a Diogo. E depois é a gente que passa dramalhão mexicano". Para ilustrar a campanha, uma foto de Tarcísio Meira, que fazia Diogo, de bigode, característica dos atores do México. Outra polêmica envolvendo a Globo foi em 1992 quando a emissora carioca demitiu a jornalista Danuza Leão pela mesma ter elogiado o TJ Brasil, os jornalistas Boris Casoy e Lilian Witte Fibe e o programa Roletrando com Silvio Santos e também telejornais da Bandeirantes, sendo que o SBT se aproveitou do caso e estampou em capas de jornais, em tom de brincadeira, um convite para que a jornalista fosse para o SBT, onde se lia "Aqui você vai poder elogiar todos os que merecem. Inclusive a Globo".
Em 1992, o SBT fechou o primeiro quadrimestre daquele ano sem dívidas, sendo a primeira vez que isso aconteceu desde a criação da emissora, em 1981.
A dívida do SBT foi constituída, segundo o então vice-presidente Guilherme Stoliar, no processo de formação da rede nacional, que em 1992, contava com 74 emissoras e também dos investimentos na programação do canal. Além de um investimento pesado em equipamentos e atrações,ainda ajudou para o crescimento da dívida a inflação nos períodos compreendidos e as despesas e faturamento. Em 1987, o SBT faturava US$40 milhões. Em 1991, o número havia crescido para US$130 milhões. A expectativa para 1992 era de um faturamento de US$150 milhões. Em 1993, o Programa Silvio Santos entrou para o Guiness Book como o programa mais duradouro da televisão brasileira, com 31 anos ininterruptos no ar. Em 1994, deu início a construção do CDT da Anhanguera, o mais arrojado empreendimento realizado pelo Grupo Silvio Santos, um investimento na ordem de 120 milhões de reais. Em junho de 1995, o SBT alcançou a sua maior audiência na história da emissora até então. Foram 42 pontos de média exibindo a Final da Copa do Brasil de Futebol de 1995.
As instalações da emissora eram espalhadas por cinco bairros da cidade de São Paulo, sendo eles: Vila Guilherme (estúdios principais); Rua dos Camarés, Carandiru (fábrica de cenários); Avenida Ataliba Leonel, Carandiru (Teatro Silvio Santos); Sumaré (torre de transmissão e estúdios secundários) e na Via Anhanguera (escritórios administrativos). Isso dificultava muito as operações da emissora e existia a necessidade de um local que pudesse centralizar,todas as atividades da emissora. Além disso, eram corriqueiras as enchentes nas instalações da emissora, como a ocorrida primeiro em 26 de Janeiro de 1987, e a segunda em 19 de Março de 1991 e a terceira em 25 de abril de 1991. Por isso, em 1996, o CDT da Anhanguera foi inaugurado no dia do aniversário dos 15 anos da emissora. Neste ano, conseguiu com exclusividade a transmissão do Óscar, os direitos da Fórmula Indy e a transmissão da sua última Copa do Mundo em 1998. O SBT tentou negociar a vinda de Boni, mas a Globo não permitiu a negociação. Marília Gabriela estreava no De Frente com Gabi em 1 de março. Em 17 de maio de 1998, teve início a campanha do Teleton da AACD. Em 8 de setembro, foi anunciado a contratação de Ratinho e o retorno de Eduardo Lafon, vindos da Record. Neste ano, rumores e boatos sobre a venda da emissora começaram. A Televisa, a sua principal parceira de conteúdo, e há anos interessada em ingressar no Brasil, apareceu como a maior candidata à posse do canal, além dela, outros grupos, como Disney, Telefe e Sony, embora existisse o impedimento constitucional à entrada de estrangeiros no mercado brasileiro de telecomunicações, mas o próprio Silvio Santos já manifestou, algumas vezes, a intenção de levar o SBT a uma fusão com outros sócios.

## Década de 2000

#### 2000-2003: Tempos áureos
A partir de abril de 2000, o SBT assinou parcerias com a Disney e Warner Bros., garantindo a emissora mais de mil filmes. No pacote, estavam filmes como Matrix, O Sexto Sentido, Cidade dos Anjos, De Olhos Bem Fechados, A Rocha, Operação Dumbo, Ace Ventura 2, Marte Ataca!, Con Air, 101 Dálmatas, O Carteiro e o Poeta e Armageddon. O acordo com a Warner também incluiu diversas séries como Um Maluco no Pedaço, Mortal Kombat: Conquest, Família Soprano. o SBT estreou o Cine Espetacular em abril com o filme Batman & Robin e alcançou uma média de 29 pontos no horário, contra a média de 16 da Globo. Em maio, com a exibição de Striptease na sessão, teve 32 pontos de média com pico de 38 contra 12 da Globo na medição do Ibope. Em 2001, alcançou quase 47 pontos de média e picos de 55 na final do reality show Casa dos Artistas, o maior índice de audiência de sua história. Este programa teve outras três edições, duas em 2002 e uma em 2004. A partir desse ano, a emissora desistiu de produzir o programa devido a vários processos judiciais movidos por acusação de plágio do formato de Big Brother da produtora holandesa Endemol.
Em 10 de julho de 2003, a revista Contigo! trouxe Silvio Santos na capa, onde o comunicador se dizia doente e afirmando que tinha vendido o SBT para Boni e a Televisa, sendo que ambos posteriormente negaram. Em 13 de julho, Silvio Santos entrou por telefone no Domingo Legal e conversando com Gugu Liberato, afirmando não passar de uma brincadeira, "Atendi o telefone que eu nem sabia o número ainda e ouvi a pergunta se era verdade que eu ia me aposentar. (...) Respondia às perguntas de uma forma que jamais iria imaginar que alguém fosse publicar (...) Foi uma brincadeira que não saiu como eu queria e que passou a ser uma brincadeira de mau gosto”. Depois de um prejuízo de R$33,7 milhões em 2003, o SBT fechou 2004 com um lucro líquido de pouco mais de R$3 milhões. Os executivos do SBT passaram o ano todo tentando evitar prejuízo. A emissora, apesar de demitir funcionários e cortar custos administrativos e de produção, só não fechou 2004 no vermelho porque teve uma reação espetacular no último trimestre, quando cresceu 25% (R$180 milhões), seu melhor resultado trimestral em anos.

#### 2004-2009: Queda de audiência
Durante ao ano de 2004, Silvio Santos decretou o fim dos programas ao vivo no SBT, alegando que gravados eram mais baratos e economizavam. Em 2005, Ana Paula Padrão fez reportagens na Coreia do Norte para o SBT Brasil, sendo o SBT, a primeira rede brasileira a entrar no país.

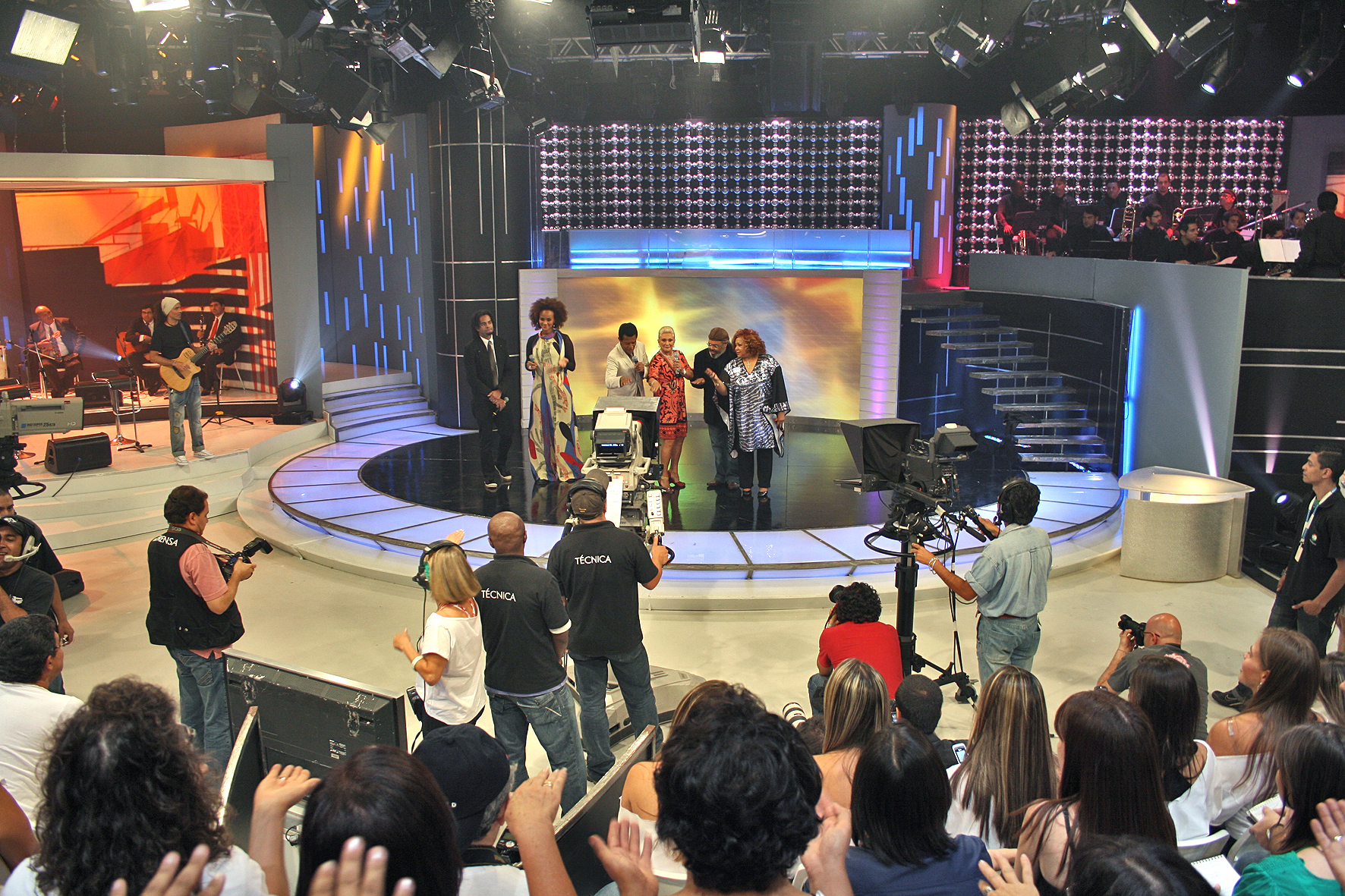
Gravação do programa Hebe, em 2009

Entre 2004 e 2009, a emissora viveu uma acirrada disputa contra a Record (na época Rede Record), que estava em expressivo crescimento na audiência e também em expansão nacional. Obteve um período de relançamento de programas de sucesso, com boa parte não repetindo o êxito do passado, além do conceito de "grade voadora", quando costumava mudar a programação sem aviso prévio, o que levou a perder várias emissoras para a Record devido a grade instável, incluindo as afiliadas mais importantes como a TV Pajuçara do Alagoas, a TV Atalaia de Sergipe, a TV A Crítica do Amazonas (sendo esta atualmente uma emissora independente), TV Jovem do Tocantins e a Rede SC (hoje NDTV) em Santa Catarina. A emissora também deu início a uma guerra na contratação de grandes nomes da principal rival, entre eles a volta de Eliana no ano de 2009 para a apresentação de um programa dominical, sendo este um contra golpe após perder o apresentador Gugu Liberato no mesmo ano para a concorrente. Também contratou Roberto Justus, que ficou até 2011, comandando programas como Topa ou Não Topa e Um Contra Cem. Em 2007, o SBT perdeu a vice-liderança para a Record, passando para o terceiro lugar. No mesmo ano, a emissora anunciou a não renovação do contrato de exclusividade com a Televisa na exibição de novelas mexicanas após o declínio das mesmas e na readaptação de tramas, deixando de exibir seus títulos a partir de 2008. Porém, a emissora ainda manteve os direitos das séries de Chespirito como: Chaves, Chapolin Colorado e as esquetes do Clube do Chaves. Entre 2007 e 2008, exibiu novelas latinas no horário nobre como Chiquititas, Chiquititas 2008 e Lalola, mas todas sem o sucesso esperado.
No ano de 2008, exibiu as lutas do WWE nas fases Raw e Smackdown nas tardes de sábado, porém após uma denúncia do Ministério da Justiça, teve que retirar do ar quatro meses depois. No mesmo ano, o canal decidiu unificar todos os programas apresentados por Silvio Santos em uma só atração, que mantém o nome Programa Silvio Santos, título que até então era dado aos programas exibidos na grade de domingo do SBT como independentes. As atrações foram convertidas em quadros e o novo programa se tornou uma releitura do Topa Tudo por Dinheiro e inicialmente era exibido nas tardes de domingo, sendo posteriormente transferido para o horário nobre devido aos bons índices e buscando acirrar a disputa nas noites de domingo.
Entre os anos de 2008 e 2011, apostou em produções próprias e nas releituras de textos antigos. Nessa fase da teledramaturgia, foram produzidas e exibidas: Revelação, Vende-se um Véu de Noiva, Uma Rosa com Amor e Amor e Revolução.  Também passou a exibir novelas adquiridas da massa falida da extinta Rede Manchete, uma vez que já exibiu Xica da Silva em 2005. Foram exibidas na faixa nobre: Pantanal (2008), Dona Beija (2009) e A História de Ana Raio e Zé Trovão (2010).
Em 2009, a emissora decidiu relançar o Programa do Ratinho, após este ter deixado a grade em 2006 por conta de diversas mudanças de horário e formato desde o seu início em 1998, sendo exibido inicialmente nas tardes do canal. Mas devido a queda de audiência e os problemas com o Ministério da Justiça por conta da classificação indicativa, o programa foi transferido para o horário nobre no ano seguinte, onde se encontra até os dias atuais, recuperando a audiência perdida. A emissora também lançou o SBT Show, uma faixa voltada para a exibição de realitys shows, baseados em formatos britânicos. O único programa exibido até hoje é o Esquadrão da Moda. Além disso, o Domingo Legal passou a ser apresentado por Celso Portiolli, que substitui Gugu Liberato após a transferência desse para a RecordTV, onde ficaria até o seu falecimento em 2019.

## Década de 2010
Após 25 anos com exclusividade nos seriados Chaves e Chapolin, em 26 de outubro de 2011, o canal infantil por assinatura Cartoon Network comprou a exibição das atrações. Em 30 de janeiro de 2018, o canal Multishow adquiriu 500 episódios das duas séries, incluindo alguns episódios nunca exibidos pelo SBT, estreando as duas séries no canal na faixa nobre no dia 21 de maio do mesmo ano.

#### 2010-2015: Novas afiliadas
Em 31 de maio de 2010, voltou a ser afiliada da TV Alagoas (hoje TV Ponta Verde), após uma passagem conturbada de oito meses com a Rede Mundial. Em 30 de novembro, perdeu mais uma afiliada: a TVB de Campinas (atual TV Thathi Campinas) para a RecordTV, sendo esse o último desfalque com a principal concorrente.
Em 5 de abril de 2011, ganhou uma afiliada: a VTV em Santos. A mudança aconteceu cinco dias depois da TVB (atual TV Thathi Litoral) passar a retransmitir o sinal da Rede Bandeirantes. A emissora também voltou a ter sinal em Campinas com a nova afiliada quatro meses depois, graças a uma repetidora do SBT RP.
Em 2 de abril de 2012, passou a ser retransmitida pela recém inaugurada NordesTV em Fortaleza, ficando até o dia 31 de julho de 2015, quando a emissora voltou a ser afiliada da TV Jangadeiro em uma troca de bandeira com a Rede Bandeirantes no dia 1.° de agosto do mesmo ano.

#### 2010-atualmente: Volta das Novelas da Tarde e nova parceria com a Televisa
Em 2010, a emissora volta a exibir títulos da Televisa, reativando a famosa faixa das Novelas da Tarde com As Tontas não vão ao Céu e Camaleões. Entre 2011 e 2012 apostou apenas em reprises, voltando com títulos inéditos em 2013. No ano de 2014, fecha um novo acordo de exclusividade com a Televisa, aumentando a exibição de títulos mexicanos, além da liberdade em readaptar os textos, o que proporcionou a estreia da versão brasileira de Complices al Rescate em 2015 e Carita de Ángel em 2016, ambas com êxito em audiência e faturamento. O contrato ficou inicialmente válido até 2019, sendo posteriormente renovado até 2022, depois até 2024, 2026 e se estendendo até 2028. Já em 2021, o contrato é modificado e passa a contemplar o streaming, mas agora o canal passa a ter prioridade na compra de títulos para exibição e continua com a exclusividade em TV aberta.

#### 2012-2019: Crescimento e volta a vice-liderança

Elenco infantil da novela Carrossel, acompanhados de Rosanne Mulholland, um dos maiores êxitos do SBT em 2012

Em 29 de setembro de 2012, transmite o velório de Hebe Camargo, dois dias depois de sua recontratação no SBT, cancelando grande parte da programação de sábado com a exibição de um plantão jornalístico apresentado por Roberto Cabrini. No mesmo dia, reprisou o especial Romeu e Julieta, depois das séries de sábado. No dia seguinte, transmite ao vivo o enterro de Hebe também derrubando parte da programação matinal de domingo.
Em 2013, a emissora anunciou que seu faturamento em 2012 havia ultrapassado a marca de R$ 1 bilhão de reais, valor nunca antes atingido, em grande parte devido ao sucesso da novela infantil Carrossel, que propiciou lucros multimilionários à emissora. Glen Valente, diretor comercial da rede, disse que ela cresceu 10,3%, segundo dados da empresa Intermeios. Na época, o SBT possuía mais de 1,6 milhões de seguidores no Twitter, e no Facebook, é a rede de televisão aberta com maior número de curtidas em sua página oficial, totalizando 8,5 milhões de seguidores.

Elenco infantil da segunda adaptação de Chiquititas, lançado em 2013, outro grande sucesso da emissora

Em dezembro de 2013, o SBT anunciou a contratação do comediante Danilo Gentili e da equipe de seu programa na Band, o Agora É Tarde. No SBT, o comediante passou a apresentar o The Noite com Danilo Gentili, que estreou em março de 2014. Com a estreia de Gentili no SBT, a emissora voltou a ter um late-night talk show na grade, formato no qual introduziu no Brasil com o Jô Soares Onze e Meia, exibido de 1988 a 1999. A emissora anunciou também o retorno do apresentador Otávio Mesquita para apresentar uma nova versão do programa Perfil que apresentara anteriormente no canal, chamada de Okay Pessoal!!!.
Em agosto de 2014, na comemoração aos 33 anos do SBT, foi lançado uma nova versão de seu logotipo. No novo logo, os brilhos e os volumes em 3D dão lugar a uma composição 2D, que sobrepõe várias elipses coloridas, simbolizando a agilidade, a modernidade e o constante processo de evolução da emissora. Para Fernando Pelegio, diretor de planejamento artístico do SBT, o novo logotipo é uma evolução do anterior. No exercício do ano de 2014, o SBT teve faturamento acima de R$ 1 bilhão, fato que ocorre pela primeira vez na história da emissora.
Em 28 de novembro de 2014, a emissora cobre o falecimento de Roberto Gómez Bolaños, exibindo um plantão durante o intervalo da série Chaves. Em seguida, exibiu uma homenagem especial de dez minutos logo após a novela Chiquititas e antecedendo Rebelde. No dia 30, transmite o velório de Chespirito em cadeia com o Las Estrellas, dentro dos programas Domingo Legal e Eliana, sendo o último exibido ao vivo pela segunda vez.
Em 2015, o SBT anuncia um novo acordo com a The Walt Disney Company, no qual previa a exibição de um bloco de programas produzidos pela companhia. O Mundo Disney estreou no dia 31 de agosto, e desde então passou a ocupar duas horas na grade de programação diária da emissora. A estreia do bloco acabou alterando o horário de exibição dos programas Bom Dia & Companhia, Sábado Animado e Domingo Legal. Com a perda de horário do Domingo Legal, o apresentador do programa, Celso Portiolli, ganhou uma nova atração, chamada de Sabadão com Celso Portiolli. No mesmo ano, o Vrum, programa sobre automobilismo que era exibido desde 2008 em coprodução com a TV Alterosa, é substituído pelo Acelerados.
Em 16 de abril de 2016, o SBT é a única emissora brasileira a não transmitir a votação sobre o Impeachment de Dilma Rousseff, trazendo apenas um boletim no intervalo do Programa Silvio Santos, mantendo a grade normal. Por conta disso, a emissora assumiu a vice-liderança isolada durante todo o domingo, chegando inclusive a picos de liderança.
Em agosto de 2016, Mamma Bruschetta e Leão Lobo, vindos da TV Gazeta, foram contratados para comandar o programa vespertino Fofocando. O objetivo principal da nova atração era ampliar a vantagem de audiência do SBT sobre a Record, que no mesmo horário exibia o quadro, de formato similar, A Hora da Venenosa, dentro do jornalístico Balanço Geral. Tal resultado não foi alcançado em seus primeiros meses de exibição e a atração teve diversas alterações de horário: inicialmente, era exibido às 14h15, depois começou a entrar no ar às 13h45, em seguida voltou para às 14h15, depois passou a ir ao ar às 13h15, voltando novamente às 13h45 em seguida, e na penúltima mudança, mudou-se para a faixa das 8h. O programa voltou a ser exibido durante a tarde em janeiro de 2017, quando mudou o nome para Fofocalizando.
No mesmo ano, após o fim de Cúmplices de um Resgate, a emissora começou a exibir uma nova produção infantil, Carinha de Anjo, escrita por Leonor Corrêa, adaptada da novela mexicana Carita de ángel. Os palhaços Patati Patatá retornam à programação, agora com o semanal Parque Patati Patatá, já exibido pelo canal pago Discovery Kids. Também estreiam os realitys BBQ Brasil: Churrasco na Brasa, Corre e Costura com Alexandre Herchcovitch e Duelo de Mães, além da série brasileira A Garota da Moto, produzida pelo SBT em parceria com a Fox Networks Group e a Mixer.
Para o início de 2017, a emissora planejava algumas mudanças na sua grade de programação aos sábados. O apresentador Raul Gil, que tinha sido dispensado no final de 2016, deveria encerrar seu programa no primeiro trimestre de 2017, dando lugar a um novo programa de Celso Portiolli. Desta forma, o Domingo Legal e o Sabadão seriam encerrados, com Portiolli encarregado apenas de apresentar a atração que daria lugar ao Programa Raul Gil. Essas mudanças não foram efetivadas e Raul Gil acabou tendo a renovação de seu contrato com o SBT. O único programa que saiu do ar foi o Sabadão com Celso Portiolli, que foi encerrado em fevereiro.
Outra mudança envolveu Otávio Mesquita, que passou a apresentar o Operação Mesquita. O apresentador tinha deixado de apresentar o diário Okay Pessoal!!! em setembro do ano passado, quando decidiu se dedicar integralmente ao seu novo programa, de periodicidade semanal. Insatisfeito com o horário, Mesquita pediu a direção do SBT que mudasse o horário do programa para os domingos, após o Conexão Repórter. A mudança foi aceita pela direção, que promoveu uma segunda mudança de horário: o programa ganhou mais um dia de exibição e passou a ser exibido às sextas e aos sábados. Outra mudança envolveu a série Arqueiro, que substituiu o horário antes destinado a sessão de filmes Cine Belas Artes.
Também aos sábados, estreia o reality Fábrica de Casamentos, atração na qual se promove casamentos comandada por Chris Flores e por Carlos Bertolazzi. Nos domingos, estreiam o Acontece lá em Casa, com apresentação da atriz Gabi Ribeiro e sua mãe, a psicóloga Betty Monteiro, no qual ajudam 13 mães a melhorar o relacionamento com seus filhos, e o Tô de Férias, apresentado pelo ator Mário Frias, que faz viagens na companhia de sua esposa e filhos, além de ser responsável pela direção artística. A atração tomou o lugar do Turismo e Aventura, sendo que a empresa idealizadora do programa entrou com processo na justiça contra a emissora por quebra de contrato. Em 28 de dezembro Joseval Peixoto deixou o comando do SBT Brasil. Em 31 de dezembro terminaram os programas Jornal da Semana SBT e Brasil Caminhoneiro.
2018 começa com a estreia em 6 de janeiro do programa Júnior Bake Off Brasil, a versão infantil do programa Bake Off Brasil: Mão na Massa. Em 14 de janeiro reestreia o bloco Quem Não Viu, Vai Ver. Em 2018, o SBT anunciou o encerramento da parceria com a The Walt Disney Company, no qual preveu a exibição de um bloco de programas produzidos pela companhia. O Mundo Disney estreou no dia 31 de agosto de 2015, e desde então passou a ocupar duas horas na grade de programação diária da emissora. 
Em 16 de maio de 2018, estreou As Aventuras de Poliana, se tornando a primeira produção infantil das 20h30 (futuramente 20h45) a não ser um remake de uma telenovela da Televisa (com exceção de Chiquititas), além de entrar com uma previsão inicial de 700 capítulos, a maior da história do canal. Em 31 de agosto de 2018, o Mundo Disney, que completou 3 anos no ar, foi exibido pela última vez, pois a Disney e o SBT não entraram num acordo de renovação da parceria entre os ambos. O SBT termina o ano de 2018 de volta a vice-liderança nacional após 11 anos em terceiro lugar, tendo como alguns destaques o sucesso de As Aventuras de Poliana e os investimentos pesados nos realitys shows.
Em 2019, a emissora aposta em mais novidades. Teve a estreia da faixa criminal O Crime Não Compensa nas madrugadas de domingo, fruto da parceria com a produtora Medialand. O Domingo Legal volta a ter quatro horas de duração e passa a apostar em games shows e no quadro Xaveco, assim recuperando a vice-liderança perdida nos domingos. Houve a estreia do Programa da Maisa nas tardes de sábado e a volta do Topa ou não Topa. Inicialmente exibido após o Programa da Maisa e depois sendo recolocado para o horário nobre. No mês de outubro, exibiu o polêmico programa Alarma TV, do canal Estrella TV, mas totalmente editado, não exibindo as cenas de violência. Por conta das constantes reclamações do público, o programa deixou a grade do SBT três dias após a sua estreia. Também reestreou o Poder em Foco no mesmo mês e ampliou a linha de realitys culinários com Famílias Frente a Frente nas noites de sexta, marcando a volta de Tiago Abravanel ao SBT, substituindo temporariamente a faixa de filmes Tela de Sucessos, que retornou na última sexta feira do ano. Nesse ano, apostou em conteúdos exclusivos para internet, lançando os projetos: SBT Games, voltado ao público jovem, O Brasil que Ninguém Fala, que só trás apenas notícias positivas e conteúdos interativos, SBT Mulher com a participação apenas de mulheres da emissora entrevistando personalidades femininas, esse exibido no Facebook Watch e o #TBTSBT, disponível no YouTube com a reexibição de momentos inesquecíveis das atrações da emissora, além da estreia de programas consagrados, com episódios novos nas quintas feiras, fazendo menção ao nome. O último futuramente seria convertido como quadro do Programa do Ratinho.
No dia 22 de novembro de 2019, a emissora cobre o falecimento de Gugu Liberato, vítima de acidente doméstico, através de um plantão jornalístico, interrompendo a novela As Aventuras de Poliana. Após o plantão, a emissora interrompeu as suas transmissões por 60 segundos em respeito ao apresentador sem exibir imagens. Depois, suas redes sociais passaram a inserir uma imagem totalmente preta em sinal de luto, principalmente o perfil do Domingo Legal, programa que consagrou Gugu nos anos 90 e 2000, exibindo uma edição especial no dia 24 com homenagens ao apresentador, comandado por Celso Portiolli, visivelmente emocionado junto com vários artistas que relembraram grandes momentos. Os quadros que iriam ao ar nesse dia, foram transferidos para o domingo seguinte. Em seguida, o programa Eliana exibiu um texto lido pela apresentadora titular com a sua participação nos programas de Gugu pelo SBT, antes de dar início ao programa do dia. O canal cobriu o velório e o enterro de Gugu através de flashes ao vivo no SBT Brasil e o Primeiro Impacto.

#### 2017: Simba Content, saída e volta nas TVs por Assinatura
Em 25 de março de 2017, o SBT, junto com a RecordTV e a RedeTV!, anunciam a saída nas operadoras de TV por Assinatura em um comunicado a imprensa. O consórcio, intitulado Simba alega no comunicado a recusa das operadoras de negociar os direitos de transmissão dos mesmos canais e que emissoras nacionais e internacionais ganham por exibição de seus canais. O comunicado termina reforçando que as 3 estão disponíveis de forma aberta, gratuita e com qualidade digital. Em 30 de março, após o desligamento do sinal analógico na Grande São Paulo, as três emissoras deixam o sinal das principais operadoras de TV por Assinatura, com exceção da Vivo TV, que foi a única que topou dar início as negociações com o consórcio. Após várias rodadas de negociações, os canais voltam ao line-up das operadoras SKY (5 de setembro) e NET/Claro TV (9 de setembro).

## Década de 2020

#### 2020-2021: Pandemia de Covid-19, crise financeira e volta ao ramo esportivo
Em março de 2020, a emissora paralisou por completo todas as atividades de entretenimento semanas após a retomada das gravações por questões de segurança aos seus funcionários por conta da pandemia de COVID-19. Por conta disso, vários programas tiveram que exibir todo o estoque de episódios inéditos e em seguida, retornar com as reprises. No caso do Domingo Legal, a atração foi ao ar sem a presença da plateia pela primeira vez na história desde a sua estreia em 1993, no programa do dia 15 de março. sendo essa a última edição ao vivo. A mesma situação também ocorreu no Roda a Roda. Com isso, apenas as funções de jornalismo da rede permaneceram em funcionamento. No mês de maio, a emissora retomou as gravações de alguns programas, mas com equipes reduzidas e o uso de uma plateia virtual. No caso do The Noite com Danilo Gentili, a atração estreou um quadro temporário de emissões em direto entre os integrantes. Entre os meses de setembro e outubro, a emissora não renovou o contrato de grande parte do seu elenco, incluindo medalhões da casa como Rachel Sheherazade, Lívia Andrade, Carlinhos Aguiar, Roberto Cabrini e Maisa Silva (no caso desta a saída foi por decisão própria), além de realizar demissões em todos os seus ramos e forçar o adiamento de Poliana Moça para o segundo semestre de 2021 e em seguida para o ano de 2022, culminando na dispensa de todo o elenco, com uma parte sendo recontratado na volta das gravações.
Em 3 de abril, lançou a plataforma SBT Vídeos, disponibilizando todo seu conteúdo pela internet através do seu aplicativo e nas SmarTV.
No dia 11 de abril, reestreou na programação o WWE Raw, marcando a volta da maior luta livre na emissora e no investimento no campo esportivo. As lutas foram exibidas até 26 de dezembro.
Em 13 de maio, a emissora lançou o projeto TV ZYN, uma plataforma digital voltada ao público infanto-juvenil. A plataforma está no YouTube, Instagram e TikTok.
Desde o começo do isolamento social por conta da pandemia de COVID-19, o SBT vinha perdendo a segunda colocação para a RecordTV, chegando a ficar atrás da Band. Segundo Ricardo Feltrin, em sua coluna no UOL, isso se deve ao fato de que, além de ter sido uma das emissoras com mais casos confirmados de COVID-19, possuía um jornalismo "eternamente capenga" (o gênero jornalístico é o produto televisivo com maior audiência durante a pandemia). O jornalista também criticou as mudanças constantes que Silvio Santos faz ou ameaça fazer na programação, e programas reprisados, como umas das causas da queda da audiência.
Em 23 de maio, Silvio Santos ordenou o cancelamento da edição de sábado do SBT Brasil, pela primeira vez na história do telejornal, causando uma tensão no jornalismo da emissora e revoltando afiliadas. No lugar do jornal, foi exibida uma reprise do programa Triturando. Segundo uma apuração feita pelo colunista da UOL, Maurício Stycer, que ouviu quatro jornalistas da emissora, o motivo do cancelamento da edição do jornal que iria ao ar, pode ter sido por decisão política, tendo em vista que já estava em repercussão o vídeo da reunião ministerial do governo Bolsonaro.

Também reportando o assunto, o Notícias da TV citou a declaração de Silvio Santos, feita em abril de 2020:

A minha concessão de televisão pertence ao governo federal e eu jamais me colocaria contra qualquer decisão do meu 'patrão' [Bolsonaro], que é o dono da minha concessão. Nunca acreditei que um empregado ficasse contra o dono, ou ele aceita a opinião do chefe, ou então arranja outro emprego.
Segundo apurou o site Na Telinha, a decisão de Silvio Santos foi tomada com base na reclamação do deputado federal Fábio Faria, marido de Patrícia Abravanel (filha de Silvio), após o secretário de comunicação do governo, Fábio Wajngarten, ter telefonado para ele em repúdio à edição de 21 de maio do telejornal, que informou sobre a divulgação do vídeo ministerial de 22 abril, afirmando que a reportagem "havia concluído que Sergio Moro estava certo em sua denúncia de que Bolsonaro teria tentado interferir na Polícia Federal".
No dia seguinte ao do cancelamento do telejornal, sem qualquer aviso e em dia e horário em que não há exibição do programa, a emissora apresentou um trecho da gravação da controversa reunião ministerial, sem cortes das palavras de baixo calão proferidas por Bolsonaro. Fábio Faria defendeu o sogro, afirmando que a sua decisão da retirada do ar o SBT Brasil no dia 23, não teve razões políticas e que não teria havido qualquer reclamação do governo em relação à programação exibida.
Em 10 de julho, o SBT fechou um acordo com os times Flamengo e Fluminense para a cobertura da final do Campeonato Carioca de Futebol de 2020, cobrindo o último jogo no dia 15 de julho, fazendo parte da MP 984/2020 que dá direito a transmissão aos times de mando de campo. A transmissão marcou a volta da emissora no campo esportivo em rede nacional desde 2003.  Com a cobertura, a emissora alcançou a liderança no Rio de Janeiro fechando com 26.3 pontos e picos de 35, contra 26.1 da Rede Globo, que exibia o Jornal Nacional e a reprise especial de Fina Estampa, que até aumentou a duração de seu capítulo, sendo essa sua maior audiência nos últimos 20 anos. Também liderou em outras praças como Vitória, Goiânia, Brasília, Belém e Manaus, chegando a médias acima de 20 pontos. Na Grande São Paulo, o jogo dobrou os índices do horário nobre com 11 pontos e picos de 14, ficando na vice-liderança. No PNT, alcançou 15 pontos.
Em 31 de julho, as séries Chaves e Chapolin foram exibidas pela última vez na emissora, marcando assim a saída dos entalados mexicanos após quase 36 anos seguidos de exibição na rede, com passagens em diversos horários. A razão para o ocorrido foi o impasse entre o Grupo Chespirito e a Televisa na distribuição e exibição das séries, o que dificultou a renovação dos direitos de transmissão a emissora paulista, problema esse semelhante com o canal Multishow, que também não obteve sucesso nas negociações e as séries tiveram que deixar a grade de programação no mesmo dia que o SBT. As emissoras foram avisadas dois dias antes pela produtora. No espaço das séries de Chespirito, a emissora passou a exibir as produções da Nickelodeon e de outras produtoras.
Na madrugada de 10 de setembro, o SBT fechou uma parceria com a CONMEBOL adquirindo os direitos exclusivos da Copa Libertadores da América a partir da edição atual até 2022. A aquisição do evento marcou a volta do canal em transmissões de eventos internacionais de clubes desde a Copa Mercosul em 1998, sendo também motivada pelo sucesso das transmissões da grande final do Campeonato Carioca, marcando a volta da cobertura de futebol em rede nacional 17 anos depois. A razão pela aquisição se deve pelo rompimento da Confederação Sul-americana de Futebol com a Rede Globo quanto aos direitos de transmissão do evento em agosto por conta da recusa em diminuir os valores pelo mantimento da competição. Além disso, a confederação também ganhou liberdade em anunciar os patrocínios durante as transmissões com um espaço reservado, fato este que não ocorria na emissora antecessora.
Em 14 de dezembro, o jornalista Carlos Nascimento não teve o contrato renovado com a emissora e foi mais um importante nome do jornalismo a deixar o SBT após 14 anos no canal. Carlos estava afastado do comando do SBT Brasil desde abril por conta de pertencer ao grupo de risco da COVID-19. Com isso, Marcelo Torres que até então assumia interinamente o comando do principal telejornal do SBT, foi definitivamente efetivado no comando junto com Márcia Dantas. Porém, o ex-âncora da emissora foi recontratado em 2022 para ser o mediador dos debates da Eleição Presidencial, sendo este realizado em conjunto com a CNN Brasil e o jornal Folha de S.Paulo.
Em 2020, a emissora foi superada novamente pela RecordTV depois de seis anos em segundo lugar absoluto. Um dos principais motivos para o seu declínio e o crescimento da concorrente foram o excesso de reprises, já que grande parte das produções foram prejudicadas pela paralisação por conta da Pandemia de COVID-19, além do fraco jornalismo. Mesmo perdendo a vice no PTN, na Grande São Paulo ainda manteve a vice-liderança apenas na média 24 horas com 5 pontos.
Em 1.° de março de 2021, a emissora venceu a licitação da UEFA pela TV Aberta e garantiu os direitos da Liga dos Campeões da Europa pelas temporadas 2021/22 e 2023/24, com a cobertura de um jogo por rodada e a grande final com exclusividade total, sendo o primeiro torneio europeu a ter a cobertura do canal. Além da Champions League, o canal também conquistou os direitos da Supercopa da UEFA pelo mesmo período. Em 6 de abril, o canal confirmou a aquisição dos dois eventos em um anúncio oficial feito por Téo José no SBT Brasil.
Em 12 de abril, a agência Dentsu anunciou a conclusão das negociações dos direitos de transmissão da Copa América de 2021, com a cobertura exclusiva em TV aberta de todos os jogos da Seleção Brasileira de Futebol e as finais. No dia 14, foi anunciada a aquisição do evento, junto com outros torneios oficiais de futebol e futsal realizados pela CONMEBOL. A cobertura da Copa América marcou a volta da emissora no torneio sul-americano após 32 anos das transmissões da Copa América de 1989, realizada no Brasil. O último jogo oficial da seleção brasileira a ser transmitido no canal foi durante a Copa do Mundo FIFA de 1998. Entre os eventos adquiridos além da Copa América, estavam: Copa América Feminina de 2022, Copa América de Futsal, Copa América Feminina de Futsal, Copa América de Futebol de Areia, além de eventos de base, Torneio Pré Olímpico Sul-Americano Sub-23 de 2024 e as Eliminatórias Sul-Americana da Copa do Mundo de Futsal e Futebol de Areia. Além disso, também foi firmada uma parceria com a Dentsu e a CONMEBOL para a criação de um PPV para a exibição dos eventos em TV por Assinatura. A oficialização da aquisição dos eventos ocorreu em anúncio no SBT Brasil no dia 18 de maio. Apesar da emissora ter adquirido as competições, o canal só transmitiu a Copa América de 2021 e a Copa América Feminina de 2022. No caso do pré-olímpico, o SBT decidiu abrir mão da cobertura temendo uma falta de interesse e o torneio foi adquirido pelo Grupo Globo em todas as mídias, incluindo a TV aberta.

#### 2021-2024: Queda de audiência e novos investimentos
Apesar do sucesso da Copa Libertadores da América, resultando em liderança isolada nas finais de 2020 e 2021, ambas vencidas pelo Palmeiras, e com as aquisições de eventos esportivos, entre eles a Copa América e a Liga dos Campeões da Europa e sem apresentar grandes novidades na programação, em 2021 a emissora perdeu mais da metade do público com relação a 2020.
Em 2022, a emissora estreou a novela Poliana Moça, após dois anos de gravações passando por diversas interrupções por conta dos protocolos de segurança contra a COVID-19. Também anunciou o fim do Bom Dia e Cia após 28 anos no ar devido a queda de audiência e o avanço do streaming, deixando o formato ultrapassado para os dias atuais. No dia 28 de março, a emissora ganhou uma nova afiliada: a TV Norte Acre, encerrando uma parceria de 33 anos com a TV Rio Branco devido aos problemas com a antiga parceira, ocasionando também em uma briga judicial entre as TVs Rio Branco e Norte pela retransmissão do SBT, com o imbróglio durando cinco meses. Em 12 de maio, a emissora adquiriu os direitos de transmissão da Copa Sul-Americana a partir da edição de 2023, realizando a sua cobertura até 2026 com 13 jogos exclusivos em TV aberta. A emissora já transmitiu a Copa Mercosul de 1998, seu torneio antecessor. No entanto, a transmissão da Copa Libertadores da América retornou para a TV Globo pelo mesmo período. Sendo assim, em 2022, foi encerrado o ciclo de coberturas do principal evento da CONMEBOL. Em 13 de outubro, a emissora fechou uma parceria com o Prime Video para exibição e trocas de conteúdo, sendo a próxima novela A Infância de Romeu e Julieta uma co-produção com o serviço de streaming. No final do ano, a emissora voltou a firmar uma parceria com a Warner Bros. para a exibição de filmes já consagrados e inéditos, além da série Um Maluco no Pedaço, que voltou à programação após a sua última exibição em 2015.
Visando reverter a queda de audiência que vinha sofrendo desde 2020 e aumentar o faturamento anual, a emissora realizou uma série de mudanças na programação em 2023, sendo elas o hiato do Casos de Família e a redução do tempo do Programa Raul Gil, essa última a pedido do próprio apresentador em comum acordo. Além disso, a emissora anunciou a estreia de novos programas na grade e o retorno de alguns formatos já exibidos e também adquiriu os direitos de transmissão da Finalíssima Feminina de 2023, junto com a ESPN, sendo o segundo torneio feminino de futebol a ser transmitido pelo canal. Em setembro, foi anunciada a saída de Fernando Pelegio da direção de planejamento artístico, estando no canal desde a sua fundação em 1981, após embates com a alta cúpula do canal. O canal também contratou Cléber Machado para compor a equipe de narradores na ala esportiva, se tornando também o novo apresentador do Arena SBT em outubro, depois de 35 anos de trabalho na TV Globo e uma rápida passagem na RecordTV em abril. Fechando o ano de 2023, a emissora anunciou novas contratações junto de Cléber, estando entre elas Virginia Fonseca, Michelle Barros, Lucas Guimarães, Tirullipa e Luccas Neto, além dos retornos de Benjamin Back que chegou a ser demitido em abril de 2023, mas foi recontratado seis meses depois, Regina Volpato após uma passagem de cinco anos no canal entre 2004 e 2009, Sérgio Mallandro depois de duas passagens entre 1981-1990 e entre 1994-1996 e César Filho após uma passagem de oito anos entre 2006 e 2014. O canal também renovou os direitos de transmissão da Liga dos Campeões da UEFA até a temporada 2026/27, depois de uma longa rodada de negociações.
A emissora iniciou 2024 fechando um acordo com o Vasco da Gama para as transmissões de seus jogos no Campeonato Carioca como mandante, marcando o retorno da competição à programação desde a cobertura do jogo de volta da final do torneio em 2020. Além disso, o canal reformulou por completo toda a sua programação, estreando novos programas como Chega Mais, Tá na Hora, SBT PodNight, É Tudo Nosso!, Luccas Toon, Circo do Tiru, Sabadou com Virgínia e SBT Agro. A plataforma SBT Vídeos passou por um rebranding, adotando o nome +SBT, e lançando produções exclusivas como a sétima readaptação do Sítio do Picapau Amarelo, intitulada O Picapau Amarelo, a produção de séries bibliográficas intitulada Coleção SBT, contendo episódios sobre Hebe Camargo, Silvio Santos, Gugu Liberato, Carlos Alberto de Nóbrega e Christina Rocha e a versão infantil do humorístico A Praça é Nossa, intitulada A Pracinha, que já foi exibida em 2022 no SBT, mas como especial de 35 anos do programa, além de investir no modelo de canais fast, sendo separados por gêneros. Em 1.° de abril, a apresentadora Eliana decidiu rescindir o contrato com a emissora após quase 15 anos de seu retorno, alegando novos projetos, mas se transferindo para a TV Globo. No entanto, sua saída estava ligada ao fato de seu programa dominical não ter recebido novos investimentos, apesar de ter recuperado a vice-liderança em 2019. A última edição da atração que leva o seu nome foi ao ar em 23 de junho, quando a programação de domingo passou por uma nova mudança, sendo ela a extensão da duração do Domingo Legal e do Programa Silvio Santos, além do novo formato do Roda a Roda, que deixou de levar o nome da Jequiti abaixo da logo após as negociações de venda de parte das ações da empresa para o Grupo Cimed, o que acabou não acontecendo. A emissora também estreou em julho a novela A Caverna Encantada, que voltou a ser produzida de maneira independente após a não renovação de contrato com o Prime Video.

#### 2024: Falecimento de Silvio Santos

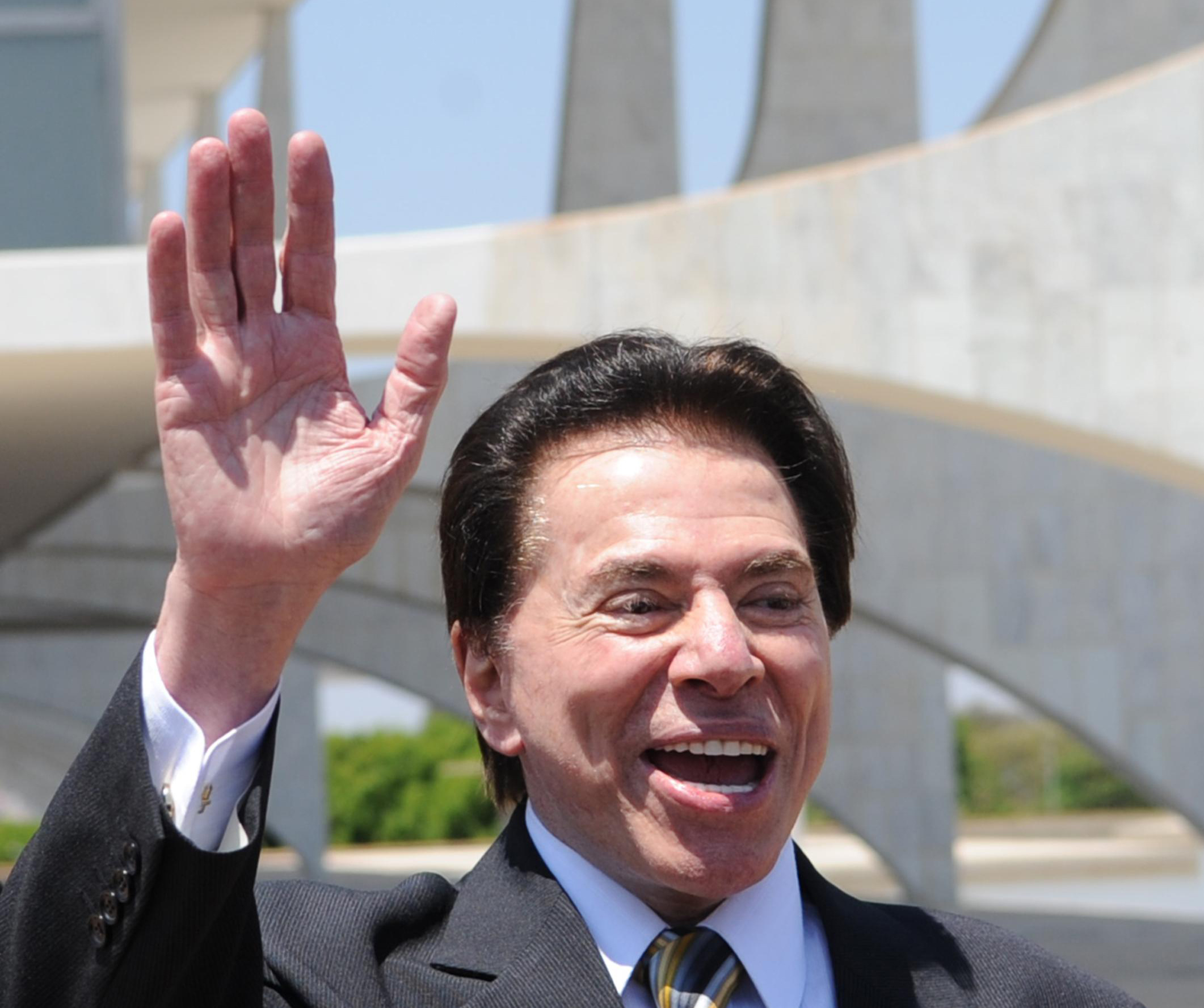
Silvio Santos em 2010. O empresário faleceria em 17 de agosto de 2024.

Em 17 de agosto de 2024, Silvio Santos morre aos 93 anos vítima de uma broncopneumonia, causada pela gripe H1N1 às 4h50. A emissora emitiu uma nota oficial nas redes sociais por volta das 10h, levando os canais concorrentes a interromper as suas respectivas programações para noticiar o falecimento e providenciar as homenagens ao dono do baú. A emissora seguiu com a programação normal até às 11h28, atendendo a um pedido antigo feito pelo próprio dono da emissora. Após esse horário, o canal levou ao ar o especial Obrigado, Silvio e suspendeu toda a sua programação semanal até às 0h08 do dia 19 de agosto, data do aniversário de 43 anos do canal, reunindo vários artistas do SBT e de outras emissoras em um tributo especial ao rei da TV, além de reexibir programas clássicos e trechos do documentário sobre os 85 anos do apresentador, que havia sido exibido em agosto de 2021 como especial de 40 anos da emissora e da edição especial de 60 anos do Programa Silvio Santos, exibido em junho de 2023. No dia seguinte (18), após a exibição de reprises de alguns quadros do Programa Silvio Santos, foi levado ao ar uma edição especial do documentário Silvio Santos: Vale Mais do que Dinheiro, que seria lançado em dezembro no +SBT, mas teve a estreia antecipada de apenas uma das partes do projeto. Além disso, o streaming +SBT foi oficialmente inaugurado no dia 19, sem qualquer tipo de cerimônia.

#### 2024-presente: Nova fase

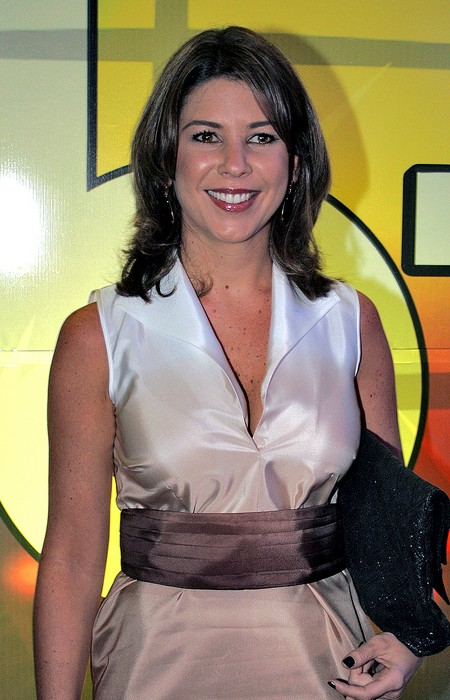
Daniela Beyruti em 2009. Com a morte de Silvio Santos, ela assume o cargo de presidente do SBT, sendo também uma das herdeiras do empresário

Com a morte de Silvio Santos, o SBT passou a ser gerido por José Roberto Maciel (que seria substituído por Marcelo Barp), Daniela Beyruti e Renata Abravanel, enquanto que Patrícia Abravanel assume em definitivo o programa que levava o nome de seu pai, que manteve o título como uma forma de homenagem ao dono da emissora, assim como Rebeca Abravanel é fixada no Roda a Roda. A emissora também readquiriu no dia 24 de setembro de 2024 os direitos de exibição dos seriados mexicanos El Chavo del Ocho, El Chapulín Colorado e Chespirito com o fim do imbróglio entre a Televisa e o Grupo Chespirito, que havia cessado no dia 7 do mesmo mês.
Porém, o canal passou a entrar em um novo período de crise financeira em 2024, causando uma leva maior de demissões em todas as áreas, chegando a 400 funcionários dispensados, afetando também as filiais. Entre os demitidos, estavam: Ariel Jacobowitz, José Donizete Peixinho, Michelle Barros e Paulo Mathias, além de algumas saídas confirmadas como a de Murilo Fraga, a pedido dele, de Cléber Machado, Regina Volpato, José Roberto Maciel e Raul Gil. A emissora também havia encerrado em 14 de novembro o SBT News na TV por conta dos baixos índices e falta de faturamento, substituindo a faixa do telejornal por séries estrangeiras e o programa de vídeos Notícias Impressionantes. Mas, devido a queda de audiência das séries estrangeiras, chegando ao traço literal de audiência, o telejornal acabou sendo relançado dez dias depois, adotando o nome SBT News, o mesmo do portal de notícias e ganhando um novo formato. Apesar da crise, o canal encerrou 2024 anunciando a contratação de Datena, pegando a imprensa de surpresa e sendo uma das maiores contratações da história da emissora, além de Tiago Leifert.
 

No primeiro minuto de 2025, a TV SIM em Vitória/ES começou a transmitir a programação do SBT no estado substituindo a TV Tribuna que migrou para a Band. Também no mesmo ano estreou o Eita Lucas! e adquiriu a franquia The Voice, relançando a versão brasileira após um ano ausente devido a TV Globo ter decidido encerrar as produções do reality show em 2023 por conta do desgaste. O canal também fortaleceu a programação relançando os extintos Casos de Família, Bom Dia e Companhia, SBT Manhã, SBT Repórter e o Jornal do SBT visando reconquistar a audiência investindo em clássicos, e estreando o programa de entrevistas No Alvo, além do novo formato do Arena SBT, que deixaria as segundas-feiras e migraria para as quartas, também sofrendo mudanças com as saídas de Emerson Sheik e Cicinho, que seriam substituídos por Kléber Gladiador e Carlos Alberto. Quem também deixaria o SBT é Datena, que ficaria apenas quatro meses no canal após demonstrar insatisfação com as mudanças na programação. A emissora também formaliza as contratações de Luiz Bacci, que volta ao SBT após 15 anos, e de João Guilherme Silva. Em 12 de agosto o canal firma uma parceria com o Grupo Norte de Comunicação, proprietário da cadeia de emissoras afiliadas ao SBT intitulada TV Norte (exceto em João Pessoa, na Paraíba), que passa a se tornar sócio investidor do SBT Pará, se transformando em uma afiliada do canal a partir do dia 15.